# یوکارینا، نیو ساوت ولز
یوکارینا (به انگلیسی: Euchareena) یک منطقه مسکونی در استرالیا است که در نیو ساوت ولز واقع شده‌است.